# Округ Виндам (Вермонт)
Виндам (енгл. Windham County) је округ у америчкој савезној држави Вермонт.

## Демографија
По попису из 2010. године број становника је 44.513, што је 297 (0,7%) становника више него 2000. године.
| Група             | 2000.          | 2010.          |
| Белци             | 42.452 (96,0%) | 41.906 (94,1%) |
| Афроамериканци    | 223 (0,5%)     | 421 (0,9%)     |
| Азијати           | 348 (0,8%)     | 463 (1,0%)     |
| Хиспаноамериканци | 493 (1,1%)     | 820 (1,8%)     |
| Укупно            | 44.216         | 44.513         |